# Auguste Götze

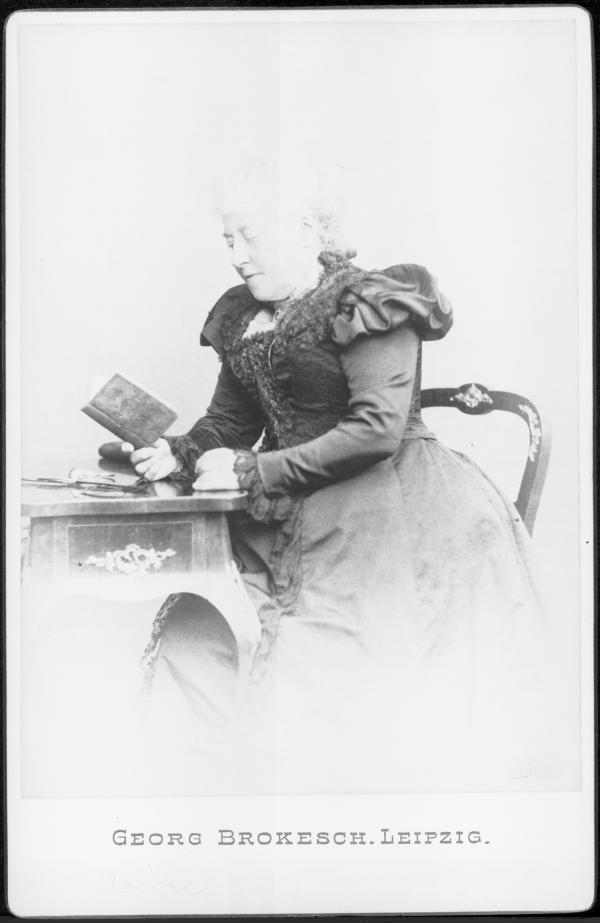
Auguste Götze 1898; Foto von Georg Brokesch

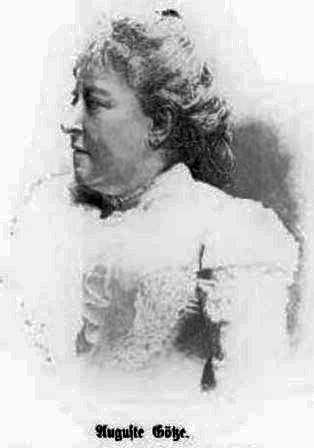
Auguste Götze

Auguste Götze, auch Auguste Goetze (* 24. Februar 1840 in Weimar; † 29. April 1908 in Leipzig) war eine deutsche Schauspielerin, Sängerin (Alt), Gesangspädagogin und Schriftstellerin.

## Leben
Auguste Götze wurde als Tochter des Sängers und späteren Gesangsprofessors Franz Götze (1814–1888) und der Sängerin und Schauspielerin Karoline Götze geb. Müller, in Weimar geboren. Sie erhielt eine sehr gute literarische und musikalische Ausbildung und zeigte schon im Kindesalter eine Begabung fürs Dichten. Im achten Lebensjahr schrieb sie das Theaterstück Esther. In den Jahren 1853 bis 1859 trat sie bereits als Schauspielerin und Sängerin auf, bevor stimmliche Beschwerden sie kurzzeitig auf den Beruf der Schauspielerin beschränkten. Von 1861 bis 1863 trat sie erfolgreich auf Bühnen in Weimar, Hamburg, Würzburg und anderen Städten auf, bevor sie sich wieder auf ihre Karriere als Sängerin konzentrierte und erfolgreiche Konzertreisen durch Deutschland, die Niederlande, England und die Schweiz unternahm. Zu dieser Zeit galt die Altistin als „geniale[…] Interpretin Schumannscher und Liszt’scher Lieder“ und wurde vom Großherzog von Sachsen zur Kammersängerin ernannt. Franz Liszt schrieb für Auguste Götze sein Stück Lenore, welches sie zuerst im November 1860 in Jena vortrug.
Im Jahr 1865 zog sie nach Dresden um. Auch hier trat sie als Sängerin auf und wurde 1870 Gesangslehrerin am Dresdner Konservatorium. 1875 gründete sie dort eine Gesangs- und Opernschule. Gleichzeitig begann sie auch, sich wieder mit dem Theater zu beschäftigen und schrieb 1878 ihr erstes später auch als Oper erfolgreiches Drama Susanne Mountfort. In den nächsten 20 Jahren verfasste sie zahlreiche Dramen, die meist unter dem Pseudonym „A. Weimar“ erschienen. Zu ihren literarischen Bewunderern gehörten u. a. Franz von Dingelstedt, Heinrich Laube und Gustav zu Putlitz. Als sie 1889 nach Leipzig umzog, verlagerte sie auch ihre Gesangsschule nach Leipzig, der sie sich neben ihrer literarischen Tätigkeit weiterhin widmete, und lehrte am dortigen Konservatorium.

## Werke
- Esther, oder die Liebe zum Volke. (verfasst 1848)[4]
- Susanne Mountfort. Bittner, Berlin ca. 1871.
- Magdalena. Schauspiel in vier Akten. Dresden 1880.
- Nur kein Blaustrumpf. Mutze, Leipzig 1881. (Digitalisat)
- Eine Diplomatin. Lustspiel in vier Acten. Teubner, Dresden 1880.
- Eine Heimfahrt. Drama in vier Akten. Teubner, Dresden 1879. (Digitalisat)
- Hohe Liebe. Schauspiel in vier Akten. Mutze, Leipzig 1884.
- Gräfin Osmon. (1884)[5]
- Die weiße Frau. (1884)[6]
- Wera. (Schwank, 1884)[7]
- Zwei Mal Christnacht. Dramatisches Märchen in acht Bildern. Mutze, Leipzig 1886.
- Schloß Raveneck. (1886)[8]
- Alpenstürme. Drama in einem Akt. Mutze, Leipzig 1886. (Digitalisat)
- Vittoria Accoramboni. Tragödie in fünf Aufzügen. Breitkopf und Härtel, Leipzig 1890.
- Im Bann auf Helgoland. (1893)[9]
- Isolde. Drama in Fünf Akten, Leipzig 1895. (Digitalisat)
- Demetrius. Trauerspiel in fünf Acten nach Schiller's Entwurf mit Benutzung von Scenen der Gustav Kühne'schen Bearbeitung. Pierson, Dresden/Leipzig 1897. (Digitalisat)

## Schüler (Auswahl)
- Adrienne Osborne
- Aagot Lunde, Norwegen[10]
- Anna Smith, Norwegen (1857–1906)[11]
- Fanny Moran-Olden
- Louise Reuther
- Antoinette Ries
- Mary Howe
- Anna Beck-Radecke
- Clara Polscher